# ماكسيم ثورن
ماكسيم ثورن (بالإنجليزية: Maxim Thorne)‏ هو شخصية أعمال أمريكي، ولد في 24 نوفمبر 1964 في جورج تاون في غيانا.